# Herb Słociny (Rzeszów)
Herb Słociny – wyobrażenie świętego Marcina, biskupa na stylizowanej literze S, symbolizującą nazwę dawnej wsi Słocina. U stóp Marcina stoi gęś, która obok księgi jest jednym z jego atrybutów. Korona u góry oznacza, że Słocina była niegdyś wsią królewską.
W 1955 roku część wsi została przyłączona do Rzeszowa. W 1977 roku przyłączono dalszą część, aby w 2006 roku zakończyć ten proces. Obecnie Słocina jest dzielnicą Rzeszowa.
Umieszczenie postaci świętego w herbie nawiązuje do kościoła pod jego wezwaniem znajdującego się w Słocinie. Kult świętego Marcina w Słocinie sięga XVII wieku. Ówcześni mieszkańcy wierzyli, że święty pomógł im przetrwać zarazę cholery.